# Jean-Pierre Baverel
Jean-Pierre Baverel, né à Paris le 3 août 1744 et mort à Besançon le 18 septembre 1822, est un ecclésiastique, journaliste, auteur polémique et historien français.

## Aperçu biographique
Passionné par l'histoire, il fait des recherches assidues sur la Franche-Comté où il avait été élevé. Il est mêlé à de nombreuses rixes à cause de son esprit caustique et de son penchant polémique.
Il est membre du clergé tout en appartenant à la société populaire. Il traduit ses sentiments et ses déceptions à l'égard de la période révolutionnaire dans La Feuille hebdomadaire, journal modéré rédigé par des journalistes qui luttent contre les idéologies archaïques. Ses opinions le rendent suspect tant parmi le peuple qu'aux yeux de ses amis. Arrêté, il est incarcéré pendant un an au château de Dijon. Il doit sa liberté aux troubles du 9 Thermidor. Il connaît la misère jusqu'au rétablissement de l'Académie de Besançon, qui lui donne l'occasion de remporter plusieurs prix d'histoire et d'accéder au statut du chargé de travaux d'érudition sur de vieilles familles de province et d'anciens châteaux. 

## Ses œuvres
- Réflexions d'un vigneron de Besançon sur un ouvrage qui a pour titre : « Dissertation qui a remporté le Prix de l'Académie de Besançon, en 1777, sur les causes d'une maladie qui attaque plusieurs vignobles de Franche-Comté, par le P. Prudent, capucin », Vesoul, 1778
- Observations sur l'ouvrage du P. Prudent, touchant les maladies des vignes de Franche-Comté, Besançon, 1779
- Coup d'œil philosophique et politique sur la main-morte, avec Pierre-François Clerget, Besançon, 1785
- Notices sur les graveurs qui nous ont laissé des estampes marquées de monogrammes, chiffres, rébus, avec une description de leurs plus beaux ouvrages, avec François Malpé, Besançon, 1808, 2 vol.

## Source et bibliographie
: document utilisé comme source pour la rédaction de cet article.
- Dictionnaire des Lettres Françaises. Le XVIIIe siècle, édition revue et mise à jour sous la direction de François Moureau, Fayard et Librairie Générale Française, 1995  (ISBN 2-2530-5665-0)
- Jacques-Alphonse Mahul, Annuaire nécrologique, ou Supplément annuel et continuation de toutes les biographies ou dictionnaires historiques, 3e année, 1822, Paris : Ponthieu, 1823, pp.11 .